# Milow (Uckerland)

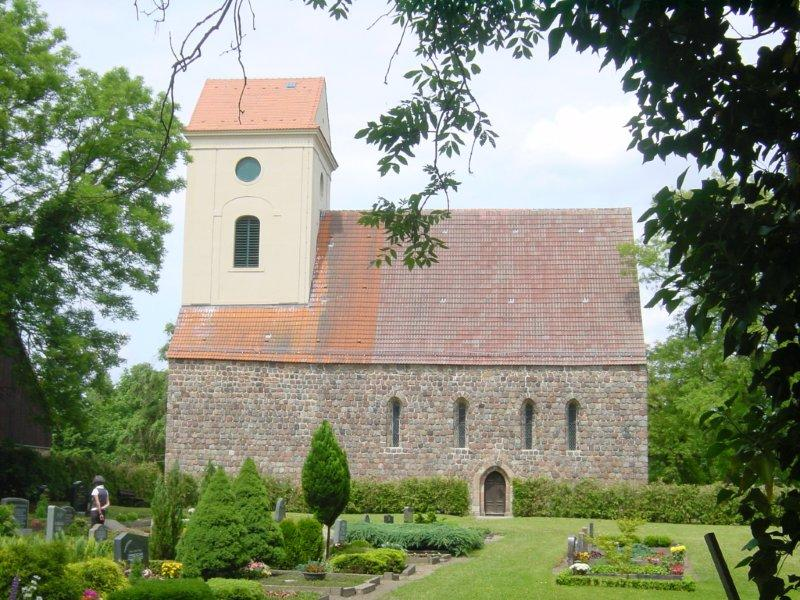
Die im 13. Jahrhundert errichtete Dorfkirche Milow

Milow ist ein Ortsteil der amtsfreien Gemeinde Uckerland im Landkreis Uckermark in Brandenburg.

## Geographie
Der Ort liegt 7 Kilometer südöstlich von Strasburg (Uckermark) und 17 Kilometer nördlich von Prenzlau. Die Nachbarorte sind Grünhagen im Norden, Wilsickow im Nordosten, Brietzig im Osten, Werbelow und Trebenow im Südosten, Neumannshof im Süden, Lübbenow im Südwesten, Güterberg im Westen sowie Karlsburg im Nordwesten. Nächstegelgener Haltepunkt ist Nechlin an der Bahnstrecke Angermünde–Stralsund. Dieser wird von der Linie RE 3 Stralsund–Berlin–Falkenberg (Elster) bedient.

## Geschichte
Milow wurde im Jahr 1321 erstmals urkundlich erwähnt. In Milow waren die Ritter von Mylow über mehrere Generationen vor Ort ansässig. Zur Entstehung ihres Rittergutes ist keine gesicherte Information überliefert worden. Nachgewiesen ist nur, dass und der letzte Milower Ritter, Michel von Mylow, im Jahre 1485 ohne Erbfolger starb. Milow wurde im Dreißigjährigen Krieg zwischen Brandenburg und Schwedisch-Pommern in den Jahren 1637–42 völlig zerstört und war danach lange Zeit unbewohnt. Im Jahr 1688 lagen in Milow immer noch 15 von 17 Bauernstellen brach, erst jetzt wurde mit der notdürftigen Reparatur der Kirchenfenster begonnen. Das Dach der Milower Kirche wurde sogar erst im Jahr 1699 wiedererrichtet. 1711 wurden in Milow wieder 46 Hufen Ackerland bestellt, in den nahegelegenen Wäldern wurde gejagt und Fischerei im Dorfsee betrieben.
Im 18. Jahrhundert wurde Milow als Gut derer von Arnim aufgebaut und ständig erweitert. Mit der Insolvenz des Milower Gutes in den 1930er-Jahren, wurde dieses an die Landgesellschaft Eigene Scholle GmbH verkauft, die mit der „Aufsiedlung“ begann. So wurden in den Jahren 1934–36 insgesamt 32 Neubauernstellen geschaffen und Jungbauernfamilien aus anderen Regionen des Deutschen Reiches in Milow angesiedelt. Die Neubauernstellen wurden südlich des bestehenden historischen Ortskern Milows entlang zweier mit Seitengräben chaussierter Ringstraßen errichtet. Durch den Zuzug von Flüchtlingen nach dem Zweiten Weltkrieg, stieg die Einwohnerzahl von 370 auf mehr als 600 Menschen an. Nach dem Krieg diente der Dorfwirtschaftplan als Vorbereitung zur Gründung der Landwirtschaftlichen Produktionsgenossenschaft III (LPG) „Neuer Weg“ Milow im Jahr 1953, in der alle Milower Bauern Voll- oder Nichtvollmitglied wurden, die keine Aufsiedler waren. Jene Bauern, die 1934 gesiedelt hatten, wurden in einer eigenen LPG I vereint. Im Rahmen der LPG wurden die Vieh- und Saatgutbestände inventarisiert und die Ackerflächen gemeinschaftlich bewirtschaftet. Nach der Wende und der Auflösung der DDR-Bezirke sprachen sich die Milower in einer Volksabstimmung für den Verbleib im Land Brandenburg aus. 2015 lebten in Milow 177 Menschen.